# Regio (Italien)

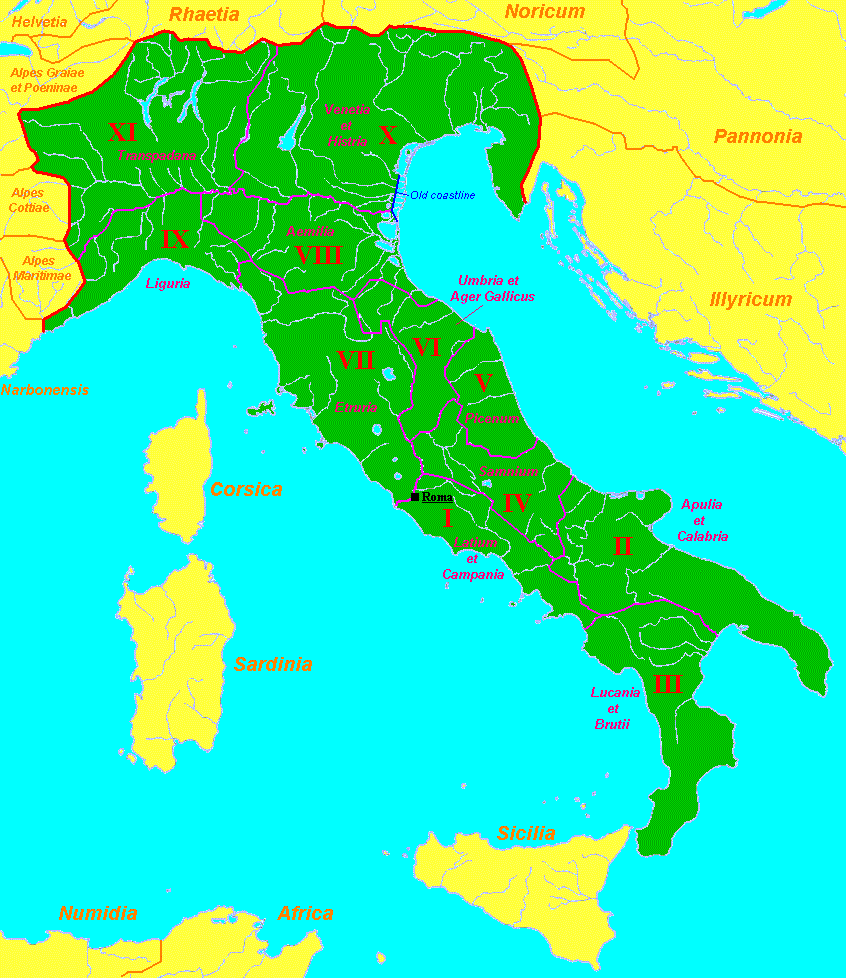
Italien in der Zeit des Augustus

Eine Regio (lateinisch, Plural regiones) war eine geographische und Verwaltungsgliederung des italischen Kernlands (Italien) während der römischen Kaiserzeit. Sie wurde unter Augustus eingeführt und bestand bis zur Verwaltungsreform Diokletians, seit der auch Italien in Provinzen gegliedert war.
Seit dem Bundesgenossenkrieg hatten praktisch alle Einwohner Italiens das römische Bürgerrecht. Ab 40 v. Chr. wurde auch das bisher als Provinz Gallia cisalpina verwaltete heutige Oberitalien zu Italien gerechnet; die Italien umgebenden Inseln Sizilien, Sardinien und Korsika dagegen blieben auch in der Kaiserzeit eigene Provinzen.
Die unter Augustus eingerichteten elf regiones trugen überwiegend die Namen historischer Landschaften und Völker. Sie bekamen erst ab dem 2. Jahrhundert eine gewisse administrative Rolle.
- Regio I: Latium et Campania
- Regio II: Apulia et Calabria (auch Apulia et Hirpini; heutiges Nord- und Mittelapulien, Salento)
- Regio III: Bruttium et Lucania (etwa das moderne Kalabrien und Basilikata)
- Regio IV: Samnium (zentrales Mittelitalien; umfasste das Gebiet der Pentri)
- Regio V: Picenum (mittlere Adriaküste)
- Regio VI: Umbria (einschließlich des ager Gallicus an der Adriaküste)
- Regio VII: Etruria
- Regio VIII: Aemilia
- Regio IX: Liguria
- Regio X: Venetia et Histria
- Regio XI: Transpadana (Lombardei und nördliches Piemont)